# Víctor Núñez Rodríguez
Víctor Núñez Rodríguez   (Santo Domingo, 15 d'abril de 1980) és un exfutbolista de Costa Rica, nascut a la República Dominicana, de la dècada de 2010. Amb només 9 anys es traslladà a Costa Rica on desenvolupà la major part de la seva carrera.
Fou internacional amb la selecció de futbol de Costa Rica amb la qual participà al Mundial de 2006.
Pel que fa a clubs, destacà a Deportivo Saprissa, Alajuelense i Herediano. També destacà a Hondures al Real España. És un dels màxims golejadors a la història de la lliga costa-riquenya.